# Ses Illetes
|  | No s'ha de confondre amb Illetes, conjunt d'illes i barriada de Mallorca. |

Les Illetes, popularment ses Illetes, és un segment de la costa nord de Formentera a la vénda de les Salines. Rep el nom d'un grup d'illes i illots molt a prop de la costa, i comprèn tot un seguit de platges del vessant occidental dels Trucadors. Està situat dins el parc natural de ses Salines.
Les platges de les Illetes són les més icòniques i representatives de l'illa, valorades per la seva arena blanca i fina i les seves aigües transparents, qualitat deguda a les grans praderies de posidònia oceànica i que atreuen nombrosos submarinistes.

## Platges
La zona de les Illetes comprèn dues grans platges: la de les Xalanes i la de n'Adolf, separades per la punta del Pas de l'Illa. Davant aquestes dues platges hi ha els illots que hi donen nom: de sud a nord, l'escull d'en Palla, l'illa Redona o dels Conills, l'escull del Pou, l'illa d'en Forn o illa del Pouet i l'illa de Tramuntana. El conjunt de platges s'anomena platja o platges de les Illetes i, per extensió, la denominació també s'aplica a la zona nord de la península fins a la punta del Pas.
Davant el Pas de l'Illa es troba el pou de les Illetes, una vena d'aigua dolça excavat en la mateixa platja. Per aquest motiu, l'illa d'en Forn, separada pocs metres de la platja pel Pas de l'Illa, s'anomena també Illa del Pouet.
La zona de les Illetes acaba al pujol de n'Adolf (o dels Burons), un petit promontori rocós. Més al nord hi ha el Pas de n'Adolf, una llengua d'arena que fa platja a llevant i ponent. El nom de n'Adolf prové d'un vaixell suec que va naufragar en aquest indret el 1882. Més al nord, hi ha tres llengües d'arena més: el Primer, el Segon i el Tercer. Més al nord, fins a la punta dels Trucadors, el relleu és rocós i gairebé sense més arena.

## Transport i serveis
A la zona de les Illetes s'hi accedeix per la carretera dels Pujols, a l'altura de la Revista, d'on surt un camí cap al nord accessible per automòbils amb diversos aparcaments, que arriba fins a n'Adolf, al restaurant Es Ministre. Disposa de servei d'autobús de línia, de trajectes marítims turístics i ruta ciclista, a més de plataformes de pas per evitar malmetre l'ecosistema dunar. Els mesos d'estiu, per accedir en transport motoritzat cal abonar una taxa de 2 €.
La zona disposa de tres restaurants de platja: un al començament de la platja de les Xalanes, un entre la platja de les Xalanes i la de n'Adolf i un altre, Es Ministre, vora n'Adolf, al final de la pista.

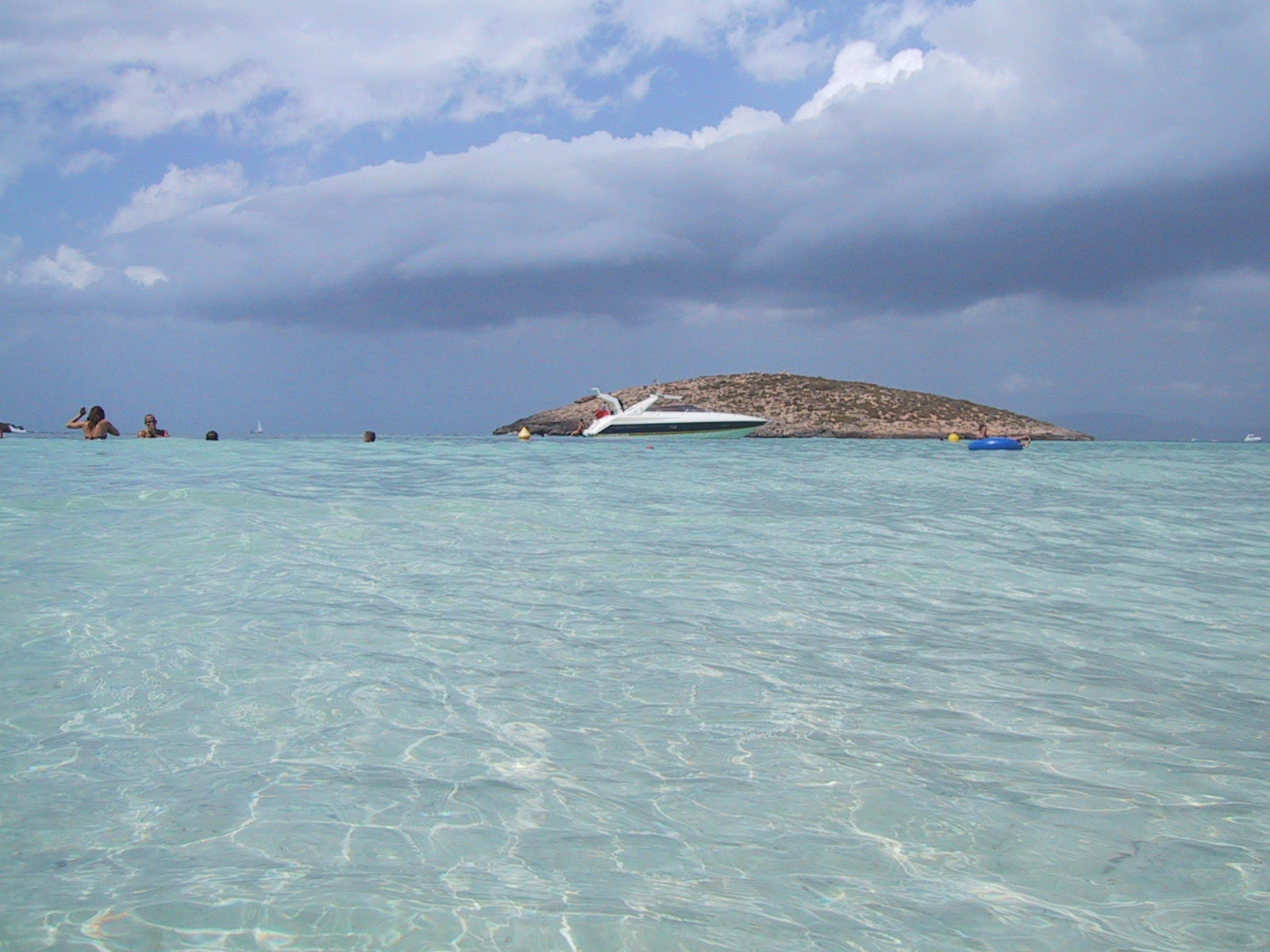
Illa Redona vista de la platja de n'Adolf
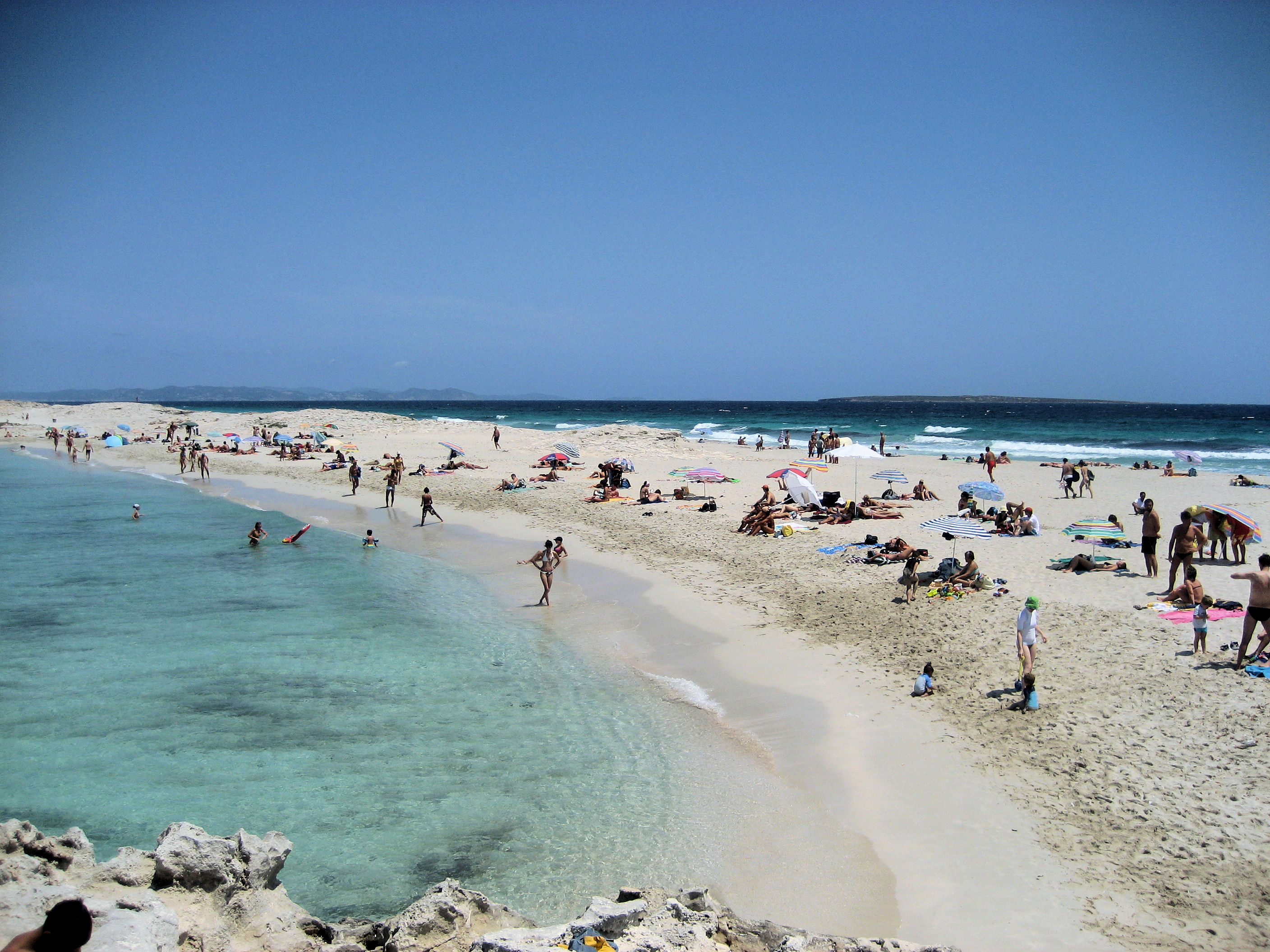
Platja del pas de n'Adolf del Nord, a la punta dels Trucadors
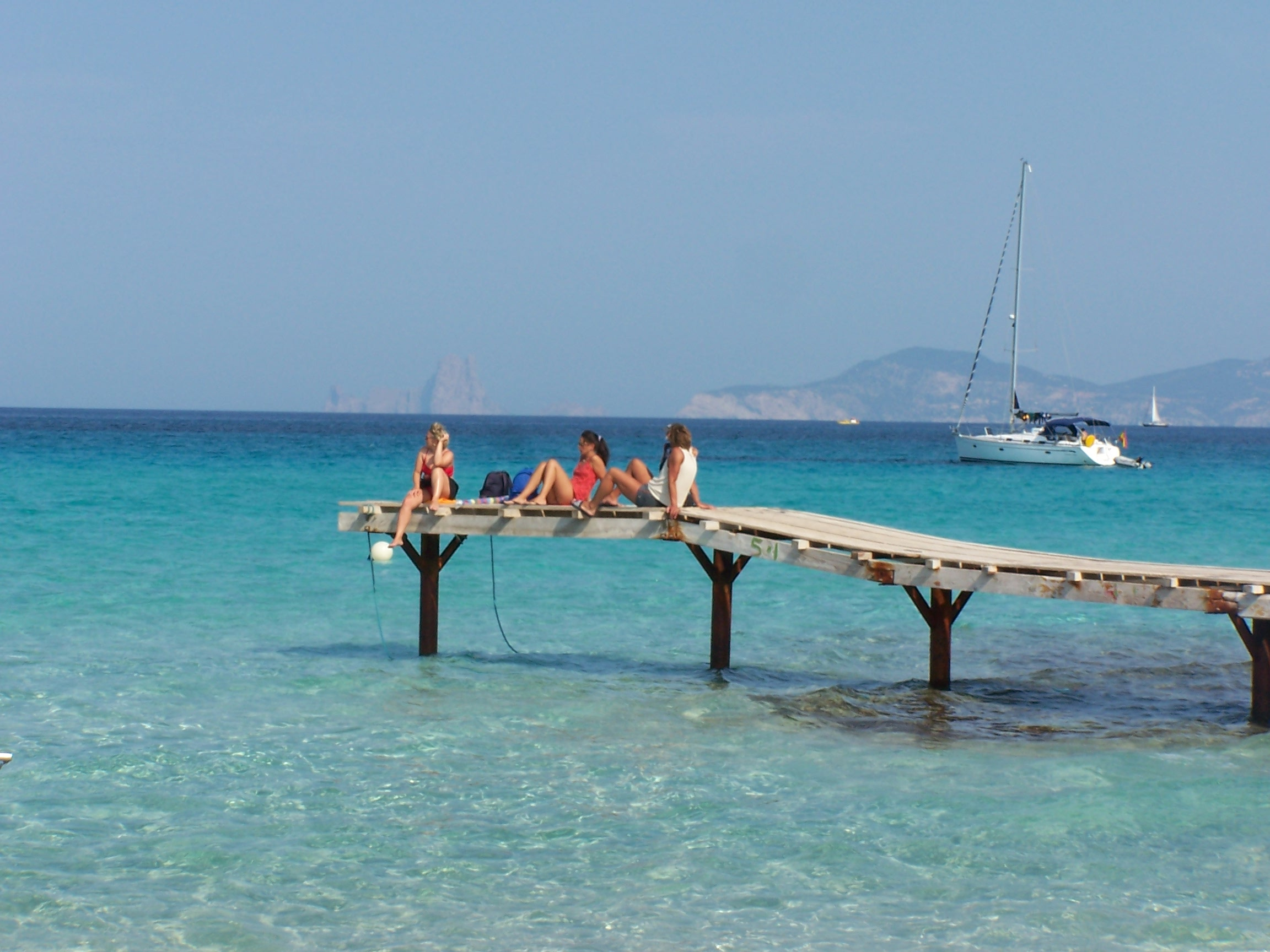
Embarcador a la platja de n'Adolf, amb el Vedrà al fons
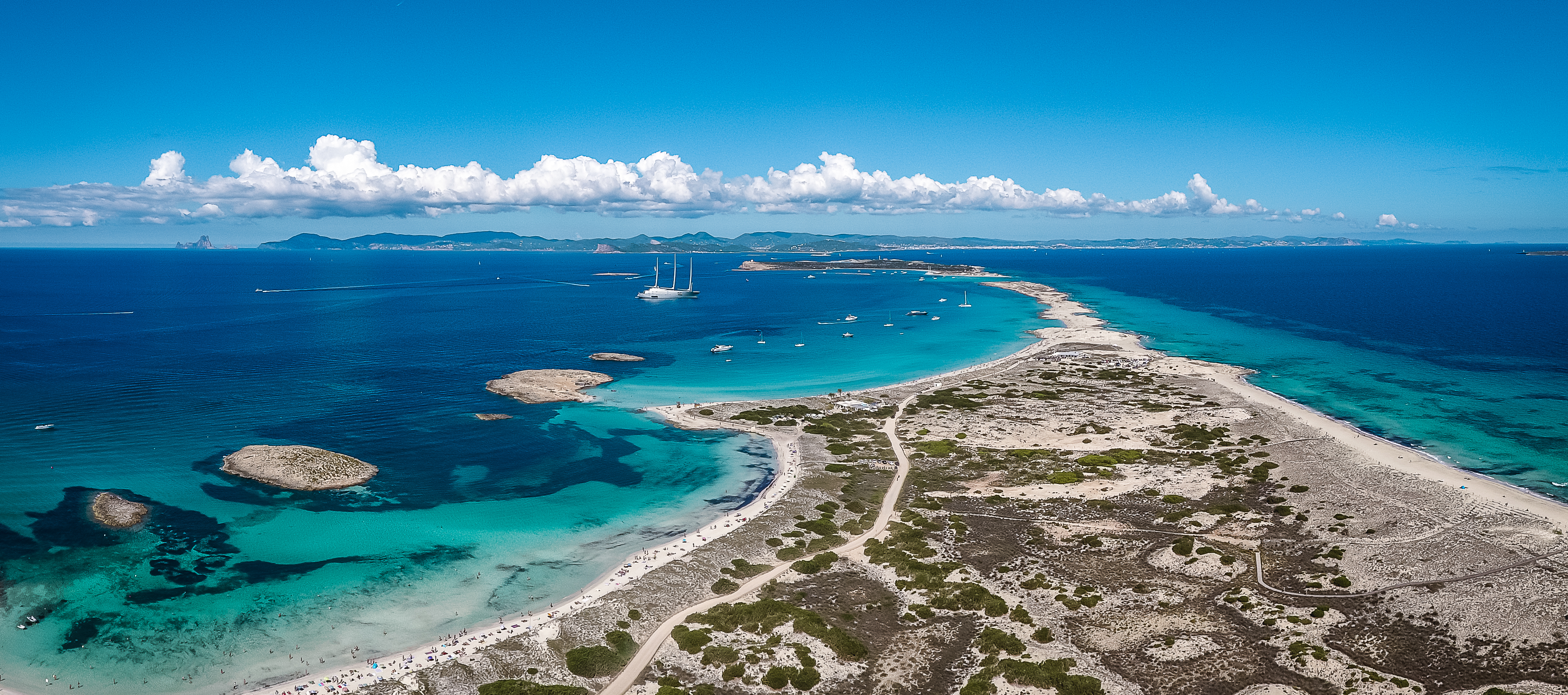
Vista aèria
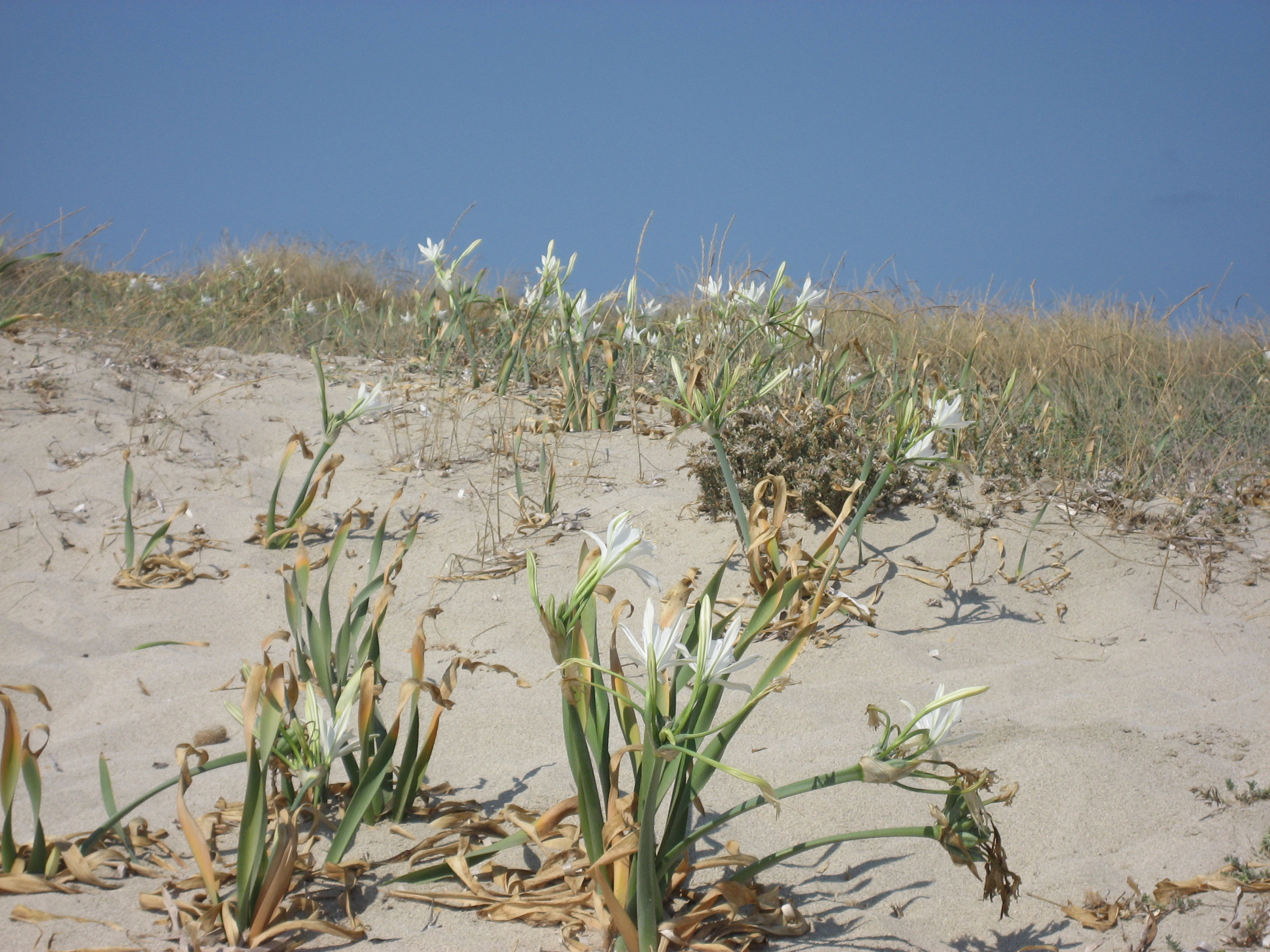
Lliris de mar florits a la platja de n'Adolf